# Râul Mihăileasa
Râul Mihăileasa este un curs de apă, afluent al râului Moișea.

## Hărți
- Harta județului Suceava